# Roberto de Lucena
Roberto Alves de Lucena (Santa Isabel, 18 de abril de 1966) é um pastor evangélico, escritor e político brasileiro, filiado ao Republicanos.

## Atuação religiosa
Formado em Ciências da Religião pelo Instituto Ecumênico do Ensino Superior em 1999, Lucena é pastor da Igreja Evangélica Pentecostal O Brasil Para Cristo, tendo presidido a igreja de Arujá entre 1991-2010 e o Supremo Conselho da Igreja O Brasil Para Cristo entre 1999-2005. Também assumiu posições no Conselho Nacional dos Pastores do Brasil, na Sociedade Bíblica do Brasil e na Frente Cristã Nacional de Ação Social e Política. É autor do livro Fé, Trabalho e Esperança, lançado em 2018.

## Atuação política
Em 17 de abril de 2016, votou a favor do Processo de impeachment de Dilma Rousseff. Já durante o Governo Michel Temer, votou a favor da PEC do Teto dos Gastos Públicos. Em abril de 2017 foi contrário à Reforma Trabalhista. Em agosto de 2017 votou contra o processo em que se pedia abertura de investigação do então presidente Michel Temer, ajudando a arquivar a denúncia do Ministério Público Federal.
Em seus três mandatos, Roberto de Lucena foi presidente do Grupo Parlamentar de Apoio Brasil-Organização das Nações Unidas (GPONU); vice-presidente da Comissão do Turismo da Câmara dos Deputados; membro da Frente Parlamentar do Turismo no Congresso Nacional; secretário de Transparência da Câmara dos Deputados; e presidiu a Comissão Permanente de Fiscalização Financeira e Controle. Não foi reeleito nas eleições de 2022, permanecendo como suplente..
Por duas vezes assumiu como Secretário de Turismo de São Paulo, licenciando-se do mandato de deputado federal: entre 1 de janeiro de 2015 e 5 de abril de 2016; e desde 1 de Janeiro de 2023.